# Футбольний марш
Футбольний марш — марш, написаний радянським композитором Матвієм Блатнером 1938 року, що традиційно звучав на футбольних матчах СРСР при вході футболістів на поле, а також звучить на матчах Чемпіонату Росії, та інших футбольних турнірах на теренах колишнього СРСР.
Написаний Блатнером на прохання відомого спортивного радіокоментатора Вадима Синявського у 1938 році. Першими, хто удоївся честі послухати композицію, були видатний композитор Дмитро Шостакович і його син Максим, майбутній піаніст і диригент.
2009 року з футбольним маршем був пов'язаний конфлікт між Російською футбольною прем'єр-лігою та Російським авторським товариством, коли останнє вимагало від футбольної асоціації за використання футбольного маршу 0,2 % від суми, отриманої за продаж квитків. У відповідь представник прем'єр-ліги прокоментував, що перед матчем прокручують лише 15-секундний ролик, а потім заявила про рішення відмовитись від використання футбольного маршу. Натомість внучка композитора Тетяна Бродська оприлюднила офіційний реліз із дозволом на безкоштовне використання композиції перед футбольними іграми, зазначивши, що марш був подарований футбольній спільноті, а відтак і брати гроші за його використання футбольними організаціями не слід. На цьому конфлікт було вичерпано.
Марш написано в тональності мі-бемоль мажор у репризній двочастинній формі зі вступом. Вступ складено на матеріалі основної теми і виконується вібрафоні з відключеним мотором, цей матеріал відомий як «спортивні позивні» на радіо і телебаченні. Основний матеріал викладено в tutti духового оркестру. Тривалість композиції — 1 хвилина.